# Петър IV
Пѐтър IV е цар на България от 1185 до 1197 година. Заедно с по-малкия си брат Асен вдига въстание срещу Византийската империя през 1185 г., което завършва с възстановяването на българската държава.

## Име и номериране
Рожденото му име е Теодор, ромейски историци го споменават обикновено като Петър, един от тях и като Славопетър, а в някои западни хроники се среща и като Калопетър.
Дълги години има спорове дали е правилно да се нарича Петър IV или Петър II. Поддръжниците на първото смятат, че Делян, оглавил въстание против византийската власт, е обявен за цар Петър II и че Константин Бодин, оглавил друго въстание, е цар Петър III. Тези, които не признават Делян и Константин за царе, заключват, че Теодор-Петър е цар Петър II.

## Царуване
Няма сведения за живота му преди началото на въстанието. През есента на 1185 г. в Търново Теодор е коронясан за цар на българите и приема името Петър, за да подчертае приемствеността с Първото българско царство и цар Петър I, първия български владетел, на когото Византийската империя официално признава царската титла.
Заедно със своя брат Иван Асен успява да възстанови българската държава след 170-годишно Византийско владичество над българските земи.

### Въстание на Асен и Петър (1185 – 1187)
Първоначално въстанието на Асен и Петър се насочва към Преслав с цел градът да бъде обявен за столица, но българските войски не успяват да го превземат и за столица е обявен Търновград. След няколко неуспешни опита на император Исаак II Ангел да потуши въстанието, самият василевс предприема поход в Северна България и така принуждава Асеневци да отстъпят.
След този успех василевсът се оттегля в Цариград, но когато Асеневци се завръщат с кумански наемници въстанието избухва с нова сила. Последва нов неуспешен византийски поход през 1187 г., който стига до София, но василевът е принуден да се оттегли, поради настъпилата зима.

### Примирие
През пролетта на 1188 г. Исаак II Ангел обсажда силната крепост Ловеч и пленява съпругата на Иван I Асен – царица Елена. След тримесечна безплодна обсада Византия бива принудена да сключи примирие с българите, с което на практика признава възстановяването на Българското царство. Като гаранция за мира в Цариград е изпратен по-малкият брат на Асеневци – Йоаница (Калоян).

### Последни години
В много от документите името на Петър се среща заедно с това на брат му Асен. Някои от византийските хроники сочат, че Петър управлява до 1190 г., въпреки че неговото управление продължава до 1197 г. През 1190 г. основната власт попада в ръцете на по-малкия брат на Петър – Иван Асен I, но титлата на Петър е запазена. Иван I Асен убит при заговор през 1196 г. и Търновград е завладян от заговорниците. Петър събира голяма армия, връща си столицата и отново поема властта. Убит е през 1197 г.